# True (Avicii)
True (a volte reso graficamente #TRUE) è il primo album in studio del DJ svedese Avicii, pubblicato il 13 settembre 2013.
A True hanno collaborato il chitarrista e produttore statunitense Nile Rodgers, il cantante di musica country Mac Davis, Mike Einziger della rock band statunitense Incubus, il cantante soul Aloe Blacc, il cantautore Dan Tyminski della band di musica bluegrass Alison Krauss and Union Station, Sterling Fox e Adam Lambert. Avicii dichiarò che dal punto di vista del sound voleva distaccarsi con questo album dal suo tipico stile electro-dance e house, incorporando elementi di musica country.
L'album ha riscosso successo internazionale, entrando nelle top 10 di oltre una decina di Paesi. True ha debuttato alla posizione numero 2 nel Regno Unito nel settembre 2013, ed è risalito alla stessa posizione nel febbraio 2014.
Wake Me Up, You Make Me, Hey Brother, Addicted to You e Lay Me Down sono stati pubblicati come singoli.

## Tracce
1. Wake Me Up (feat. Aloe Blacc) – 4:05
2. You Make Me (feat. Salem Al Fakir) – 3:51
3. Hey Brother (feat. Dan Tyminski) – 4:11
4. Addicted to You (feat. Audra Mae) – 2:26
5. Dear Boy (feat. Mø) – 7:59
6. Liar Liar – 3:56
7. Shame On Me – 4:11
8. Lay Me Down – 4:58
9. Hope There's Someone – 6:21
10. Heart Upon My Sleeve – 4:41
11. Long Road to Hell – (iTunes Bonus Track)
12. EDOM – (iTunes Bonus Track)
13. Canyons – (Spotify Bonus Track)
14. All You Need Is Love – (Spotify Bonus Track)
15. Always on the run (Japan Bonus Track)